# Mercat Torner
El Mercat Torner, conegut popularment com la Plaça Nova, que la diferencia de la Plaça Vella, més antiga, és un mercat  al barri del Progrés de la ciutat de Badalona  a la comarca del Barcelonès. Es va construir pel creixement demogràfic i urbanístic de la ciutat, i va ser el segon mercat de Badalona. L'edifici està protegit com a bé cultural d'interès local.

## Descripció
Construcció dins de l'anomenada arquitectura del ferro, de començament de segle xx. És a la coneguda com plaça de Torner, que està envoltada pels carrers Alfons XII, Güell i Ferrer i Providència.
Es tracta d'una àmplia superfície rectangular, ocupa un total de 1.650 metres quadrats, i mesura 33 metres d'amplada i 50 de llargada. Està coberta per una interessant estructura metàl·lica composta per sis armadures en forma d'airosos arcs semicirculars, que sostenen les bigues de la coberta rematada amb una claraboia. Les testeres són transparents, un fet que li dona molta claror, si bé la construcció està orientada a Llevant i Ponent, fugint de l'excés de sol. No obstant això, la diafanitat de l'espai, molt lluminós, s'ha reduït quan es va cobrir les façanes amb planxes de fibrociment (uralita). L'interior està ben conservat, i manté gran part del seu antic caràcter.

## Història
La història del mercat està lligada a la de l'eixample que va créixer amb la primera expansió industrial. L'augment demogràfic registrat a finals del segle xix, va fer que el Mercat Maignon, al centre de la ciutat, no cobrís les necessitats de tota la població, la major part de la qual vivia en zones allunyades del centre.
El mercat va ser una de les diverses obres públiques que va realitzar el batlle Pere Sabaté i Curto, durant la dictadura de Primo de Rivera. El projecte el va realitzar l'arquitecte municipal Josep Fradera i Botey i l'enginyer municipal Enric Casas i Casals. La memòria de l'edifici conservada esmenta la necessitat de construcció d'aquesta infraestructura, però comenta que existia un joc d'interessos o unes circumstàncies que en van impedir o retardar la construcció. Lladó i Padrós creuen que l'oposició venia, naturalment, dels comerciants del Mercat Maignon.
Finalment, l'edifici va ser erigit entre el maig de 1925 i el setembre de 1926. Mitjançant subhasta pública, les obres es van adjudicar a Esteve Munné i Sala, el cost total de les quals va ser de 588.275,54 pessetes; l'adjudicatari dels frigorífics va ser Josep Vidal i Trullàs, i van costar 689.446,40 pessetes.